# EastSiders
EastSiders är en amerikansk TV-serie skapad av Kit Williamson.